# Estats de Nigèria

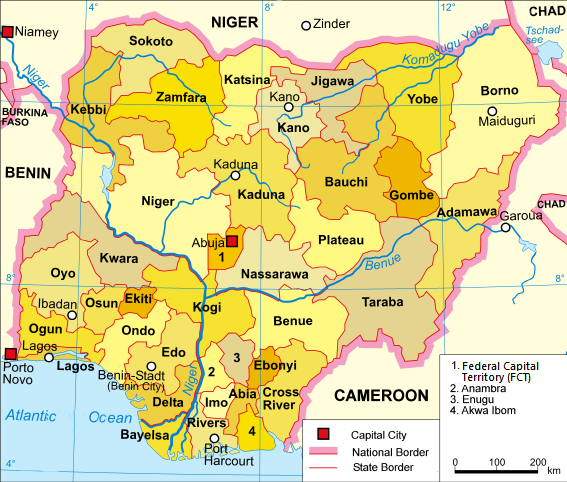
Subdivisions polítiques a Nigèria

Nigèria es divideix en 36 estats, a més d'Abuja, el territori de la capital federal. Els estats, al seu torn, estaven dividits en 774 Àrees de Govern Local (LCAs). Abans i després que aconseguís la seva independència el 1960, Nigèria era una federació de tres regions: Províncies del Nord, de l'Est i de l'Oest. El 1963, la regió Oest es va dividir i es va crear la Mid-Western Region. El 1967, les regions foren reemplaçades per 12 estats a través d'un decret militar. Entre el 1967 i el 1970 les regions Mid-West i Est es van intentar escindir de Nigèria i crear el nou estat de Biafra. El 1976 es van crear dinou estats nous i el 1991 es va crear el Territori de la Capital Federal d'Abuja. El 1987 es van crear dos estats nous i el 1991, nou, arribant fins al nombre de 30 estats. El 1996 es va fer l'últim canvi i es va conformar l'actual divisió territorial de l'estat en 36 estats.

## Actuals estats i el territori de la capital federal
La capital federal és Abuja els estats són:
- 1. Abuja
- 2. Anambra - capital: Awka
- 3. Enugu - capital: Enugu
- 4. Akwa Ibom - capital: Uyo
- 6. Estat d'Adamawa - capital: Yola
- 7. Bauchi - capital: Ciutat de Bauchi
- 8. Bayelsa - capital: Yenagoa
- 9. Benue - capital: Makurdi
- 10. Borno - capital: Maiduguri
- 11. Cross River - capital: Calabar
- 12. Delta - capital: Asaba
- 13. Ebonyi - capital: Abakaliki
- 14. Edo - capital: Benin City
- 15. Estat Ekiti - capital: Ado Ekiti
- 16. Gombe - capital: Gombe
- 17. Imo - capital: Owerri
- 18. Jigawa - capital: Dutse
- 19. Kaduna - capital: Kaduna
- 20. Kano - capital: Kano
- 21. Katsina - capital: Katsina
- 22. Estat de Kebbi - capital: Birnin Kebbi
- 23. Estat de Kogi - capital: Lokoja
- 24. Kwara - capital: Ilorin
- 25. Lagos - capital: Ikeja
- 26. Nasarawa - capital: Lafia
- 27. Níger - capital: Minna
- 28. Ogun - capital: Abeokuta
- 29. Ondo - capital: Akure
- 30. Osun - capital: Osogbo
- 31. Oyo - capital: Ibadan
- 32. Plateau - capital: Jos
- 33. Rivers - capital: Port Harcourt
- 34. Sokoto - capital: Sokoto
- 35. Taraba - capital: Jalingo
- 36. Yobe - capital: Damaturu
- 37. Estat de Zamfara - capital: Gusau

## Antigues fronteres estatals

### 1991-1996
En aquest període a Nigèria hi havia 30 estats i Abuja, el Territori de la Capital Federal.

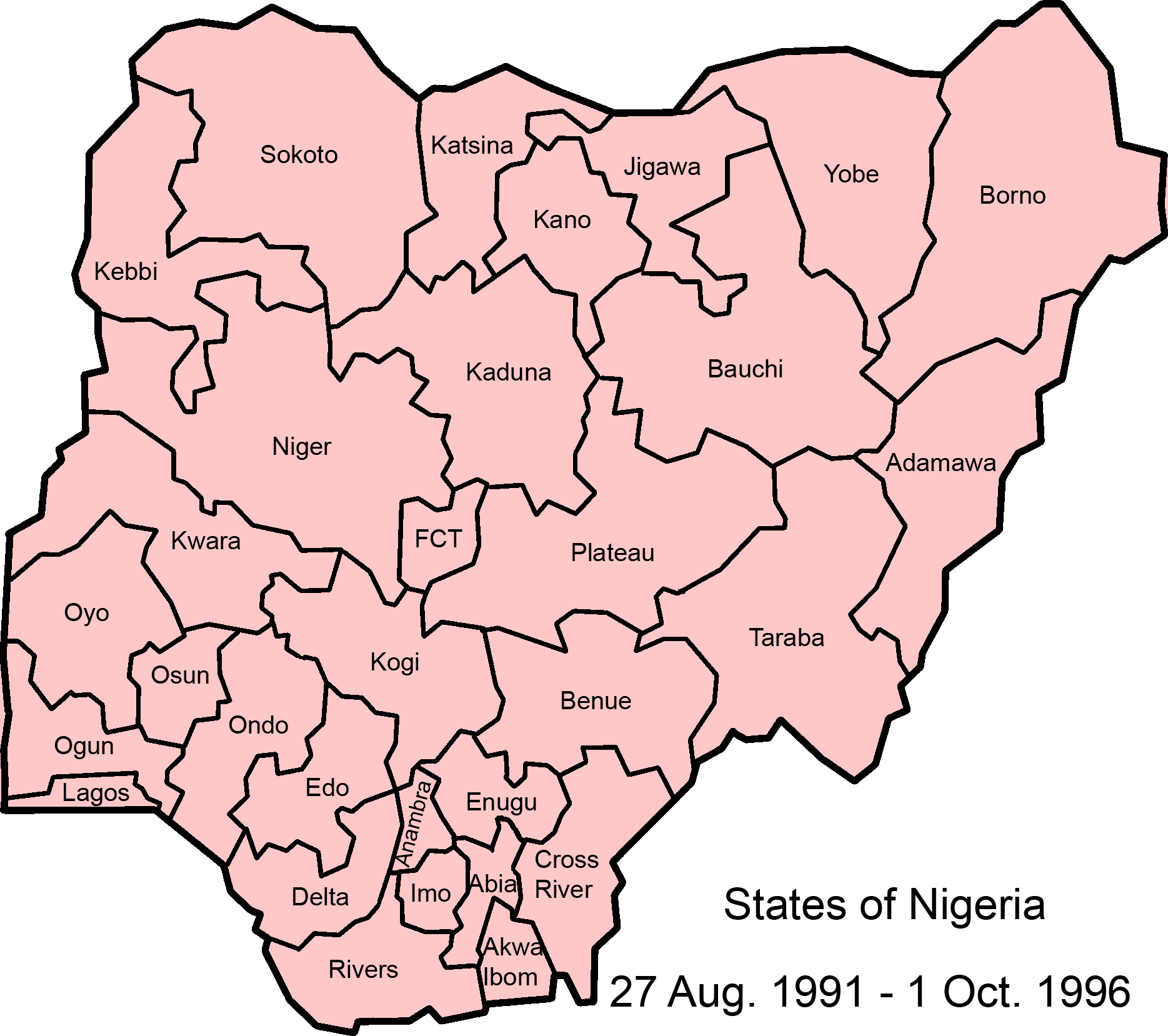
Divisió de Nigèria entre 1991 i 1996

| En aquest període Nigèria tenia 21 estats, i després, Abuja, el territori de la Capital Federal. |  | En aquest període Nigèria tenia 19 estats. |  | En aquest període hi havia 12 Estats a Nigèria. |  |

| En aquest període hi havia quatre regions. |  | En aquest període hi havia tres regions. |  |

## Cronologia
| Regions                   | States              | States            | States            | States                                          | States                                              |
| ------------------------- | ------------------- | ----------------- | ----------------- | ----------------------------------------------- | --------------------------------------------------- |
| 1960                      | 1967                | 1976              | 1987              | 1991                                            | 1996                                                |
| Eastern Region, Nigeria   | Cross River State   | Cross River State | Akwa Ibom State   | Akwa Ibom State                                 | Akwa Ibom State                                     |
| Eastern Region, Nigeria   | Cross River State   | Cross River State | Cross River State |                                                 |                                                     |
| Eastern Region, Nigeria   | East Central State  | Imo State         | Imo State         | Abia State                                      | Abia State                                          |
| Eastern Region, Nigeria   | East Central State  | Imo State         | Imo State         | Imo State                                       |                                                     |
| Eastern Region, Nigeria   | East Central State  | Anambra State     | Anambra State     | Anambra State                                   | Anambra State                                       |
| Eastern Region, Nigeria   | East Central State  | Anambra State     | Anambra State     | Enugu State                                     | Enugu State                                         |
| Eastern Region, Nigeria   | East Central State  | Anambra State     | Anambra State     | Enugu State                                     | Ebonyi State (també incloïa parts de l'antiga Abia) |
| Eastern Region, Nigeria   | Rivers State        | Rivers State      | Rivers State      | Rivers State                                    | Bayelsa State                                       |
| Eastern Region, Nigeria   | Rivers State        | Rivers State      | Rivers State      | Rivers State                                    | Rivers State                                        |
| Mid-Western Region (1963) | Mid-Western Region  | Bendel State      | Bendel State      | Delta State                                     | Delta State                                         |
| Mid-Western Region (1963) | Mid-Western Region  | Bendel State      | Bendel State      | Edo State                                       |                                                     |
| Western Region            | Lagos State         | Lagos State       | Lagos State       | Lagos State                                     | Lagos State                                         |
| Western Region            | Western Region      | Ogun State        | Ogun State        | Ogun State                                      | Ogun State                                          |
| Western Region            | Western Region      | Ondo State        | Ondo State        | Ondo State                                      | Ekiti State                                         |
| Western Region            | Western Region      | Ondo State        | Ondo State        | Ondo State                                      | Ondo State                                          |
| Western Region            | Western Region      | Oyo State         | Oyo State         | Osun State                                      | Osun State                                          |
| Western Region            | Western Region      | Oyo State         | Oyo State         | Oyo State                                       |                                                     |
| Northern Region,          | Benue-Plateau State | Benue State       | Benue State       | Benue State                                     | Benue State                                         |
| Northern Region,          | Benue-Plateau State | Plateau State     | Plateau State     | Plateau State                                   | Nasarawa State                                      |
| Northern Region,          | Benue-Plateau State | Plateau State     | Plateau State     | Plateau State                                   | Plateau State                                       |
| Northern Region,          | Kano State          | Kano State        | Kano State        | Jigawa State                                    | Jigawa State                                        |
| Northern Region,          | Kano State          | Kano State        | Kano State        | Kano State                                      |                                                     |
| Northern Region,          | Kwara State         | Kwara State       | Kwara State       | Kwara State                                     | Kwara State                                         |
| Northern Region,          | Kwara State         | Kwara State       | Kwara State       | Kogi State (també inclou part de l'antic Benue) |                                                     |
| Northern Region,          | Kaduna State        | Kaduna State      | Kaduna State      | Kaduna State                                    | Kaduna State                                        |
| Northern Region,          | Kaduna State        | Kaduna State      | Katsina State     |                                                 |                                                     |
| Northern Region,          | North-Western State | Niger State       | Niger State       | Niger State                                     | Niger State                                         |
| Northern Region,          | North-Western State | Sokoto State      | Sokoto State      | Kebbi State                                     | Kebbi State                                         |
| Northern Region,          | North-Western State | Sokoto State      | Sokoto State      | Sokoto State                                    | Sokoto State                                        |
| Northern Region,          | North-Western State | Sokoto State      | Sokoto State      | Sokoto State                                    | Zamfara State                                       |
| Northern Region,          | North-Eastern State | Bauchi State      | Bauchi State      | Bauchi State                                    | Bauchi State                                        |
| Northern Region,          | North-Eastern State | Bauchi State      | Bauchi State      | Bauchi State                                    | Gombe State                                         |
| Northern Region,          | North-Eastern State | Borno State       | Borno State       | Borno State                                     | Borno State                                         |
| Northern Region,          | North-Eastern State | Borno State       | Borno State       | Yobe State                                      |                                                     |
| Northern Region,          | North-Eastern State | Gongola State     | Gongola State     | Adamawa State                                   | Adamawa State                                       |
| Northern Region,          | North-Eastern State | Gongola State     | Gongola State     | Taraba State                                    |                                                     |